# 베르트랑 그로스펠리에
베르트랑 그로스펠리에(Bertrand Grospellier, 1981년 2월 8일 ~ )은 프랑스의 프로게이머 선수였다. 2000년 WCG 프랑스 대표선발전에서 1위를 차지하였으며, 2001년 하반기부터는 국내무대에서도 프로게이머 활동을 시작하였다. AMD 드림팀과 헥사트론 드림팀(현 이스트로)에서 활동하였다.(2004년 은퇴) 2002년부터 워크래프트3 선수로 전향하여 나이트엘프 종족으로도 활동하였다.(2004년 은퇴)
늘 검은 선글라스를 끼고 경기에 임했으며, 거의 패한 경기에서도 좀처럼 포기하지 않고 불타는 커맨드센터를 띄워 이리저리 도망다니는 모습에서 처절 테란이라는 별명을 얻기도 했다. 또한 매월 엄마에게 일정금액의 돈을 송금한다는 사실이 알려지면서 효자 테란 효자뜨랑 등으로 불리기도 하였다. 워크래프트3에서도 스타크래프트시절과 플레이스타일이 비슷하여 처절나엘이라는 별명이 생기기도 하였다.
2008년 겨울부터 2009년 봄까지는 프로 포커 선수로 활동하였다.

## 수상
스타크래프트
- 2000년 WCGC 프랑스 우승
- 2001년 제주 KBK 3위
- 2001년 1회 WCG 본선 준우승
- 2002년 2회 WCG 프랑스 우승
- 2002년 1차 KPGA 16강
- 2002년 Gamebugs 스타리그 3위
- 2002년 GhemTV 스타리그 16강
- 2002년 iTV 스타리그 랭킹전 16강
- 2002년 gembc FATE 리그 우승
- 2002년 SKY배 온게임넷 스타리그 4강
- 2002년 Panasonic배 온게임넷 스타리그 8강
- 2002년 3회 WCG 프랑스 우승
- 2002년 3회 WCG 본선 4강
- 2003년 올림푸스배 온게임넷 스타리그 16강
- 2003년 TG삼보 MSL 16강
- 2003년 4회 WCG 본선 5위
- 2003년 Mycube배 온게임넷 스타리그 16강
- 2004년 NHN한게임배 온게임넷 스타리그 16강 (베르트랑은 이 대회에서 랜덤으로 출전하였다)

워크래프트3
- 2002년 1회 온게임넷 워3리그 준우승
- 2002년 4회 iTV 워크래프트3 예선전 우승
- 2002년 2회 온게임넷 워3리그 16강
- 2003년 온게임넷 워3 Pre Match 4강

포커 대회
- 2007년 2007 유럽 포커 투어 2위-상금 $399,592
- 2007년 아시아 태평양 포커투러 5위 상금- $48,576
- 2008년 2008 포커스타즈 캐리비안 어드벤처 우승 상금- $2,000,000
- 2008년 2008 월드 포커 투어 우승 상금-$1,411,015
- 2009년 2009 포커스타즈 캐리비안 어드벤처 (High Roller) 우승 상금-$433,500
- 2009년 유럽 포커 투어 3위 상금-$108,983
- 2009년 NBC Heads Up Championship 2009 4위 상금-$125,000
- 2009년 월드 포커 클라스(WPT) 3위 상금- $776,245
- 2011년 L.A 포커 클라스 3위 상금-$ 146,055
- 2011년 2011 유럽 포커 투어 High Rollers 우승 상금-$753,120
- 2011년 3011유럽 포커투어 High Roller Turbo 우승 상금- $219,481
- 2011년 2011 월드시리즈 포커 대회 seven card stud championship 우승 상금-$331,639

브레이슬릿 획득 및 트리블크라운 달성
- 2011년 2011 월드시리즈 포커 대회 Max Headed Championship 3위 $447,282
- 2012년 2012 유럽 포커 투어 3위 상금-$890,833